# Theater von Lychnidos
Das Theater von Lychnidos steht im Norden des historischen Kerns der Stadt Ohrid in Nordmazedonien. Es ist das einzige erhaltene Theater im Land aus hellenistischer Zeit.
In Lychnidos, der antiken Vorgängerstadt von Ohrid, war das Theater das kulturelle Zentrum der Polis vom 3. Jahrhundert v. Chr. bis zur Christianisierung im 4. Jahrhundert n. Chr.

## Architektur
Das Theatron ist in den südöstlichen Hang des größeren der beiden Altstadthügel Gorni Saraj eingehauen und bietet einen weiten Ausblick über den Ohridsee. Teile davon ruhen auf Substruktionen. Erhalten sind zwölf Sitzreihen, in den drei obersten sind lateinische Namen wie Crispos und Topos aus römischer Zeit eingraviert.
Drei Treppenaufgänge führen zu den Zuschauerreihen.
Im Theater wurden zwei Marmorreliefs gefunden, welche Dionysos, den altgriechischen Gott der Freude, in Begleitung dreier Musen darstellen.

## Geschichte
Das Theater wurde in später hellenistischer Zeit gebaut und unter römischer Herrschaft ausgebaut.
Die Römer bauten die Orchestra in eine Arena um, auch Tierkäfige wurden aufgestellt. Mitsamt des Epitheatrons konnten bis zu 5.000 Zuschauer Platz einnehmen.
Unter der Zerstörung aller «heidnischen» Gebäude im Zuge der Christianisierung litt auch das Theater. Bausteine des Theaters wurden später für den Bau der frühchristlichen Basiliken verwendet.
Der russische Kunsthistoriker Nikodim P. Kondakov entdeckte nach ersten Ausgrabungen bereits 1935 Teile des Theaters. Bei archäologischen Arbeiten 1959–1960 wurde das Gebäude freigelegt und die gesamte Größe festgestellt. Systematische Ausgrabungen folgten zwischen 1977 und 1984.
2002 wurden Teile des Theaters restauriert.

## Heutige Nutzung
Das Theater wird seit der Restaurierung wieder für verschiedene Veranstaltungen genutzt, unter anderem für das Ohrid Summer Festival. 1.700 Zuschauer finden heute Platz darin.

## Fotogalerie

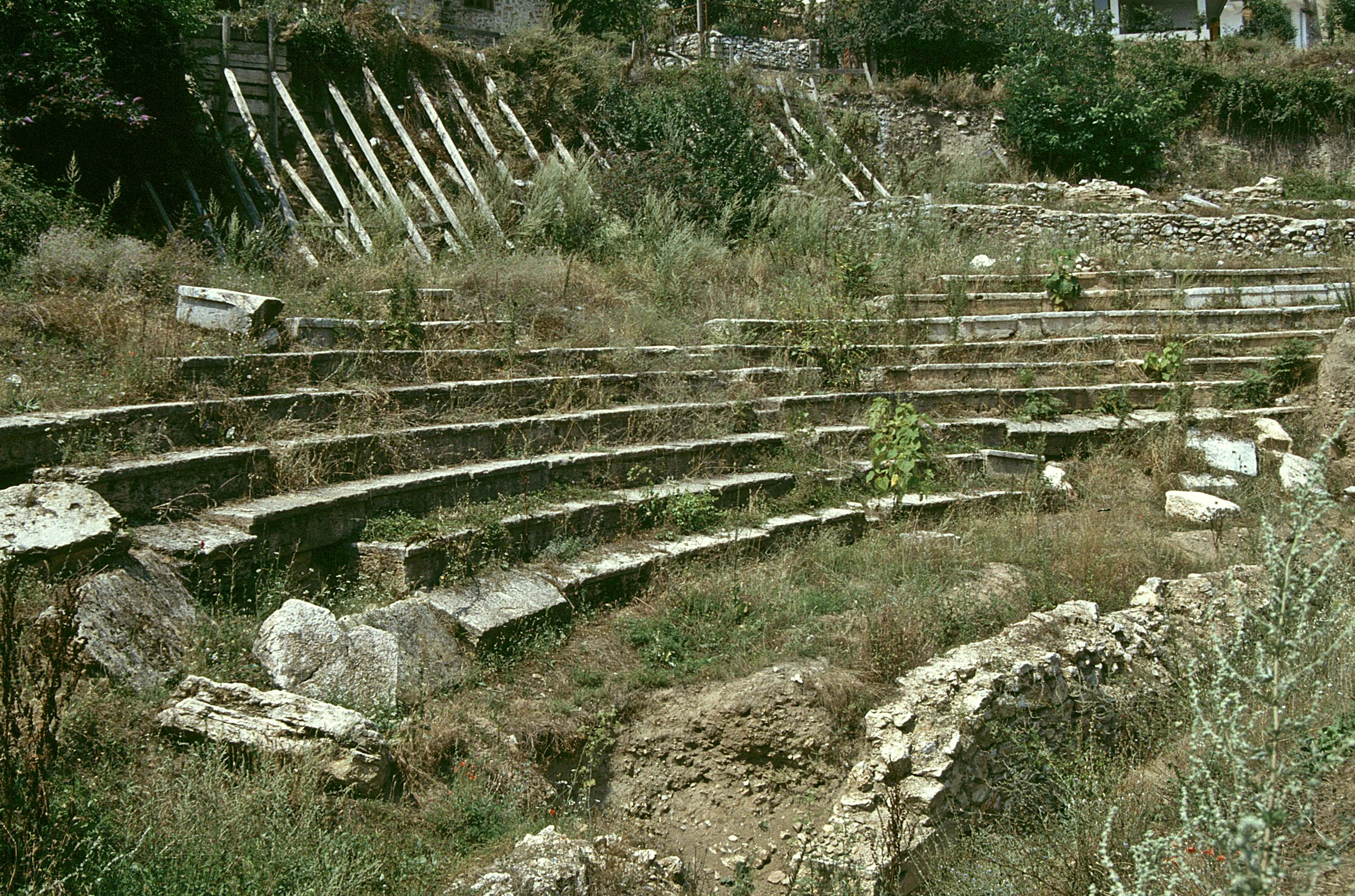
Zustand des Theaters im Jahr 1989
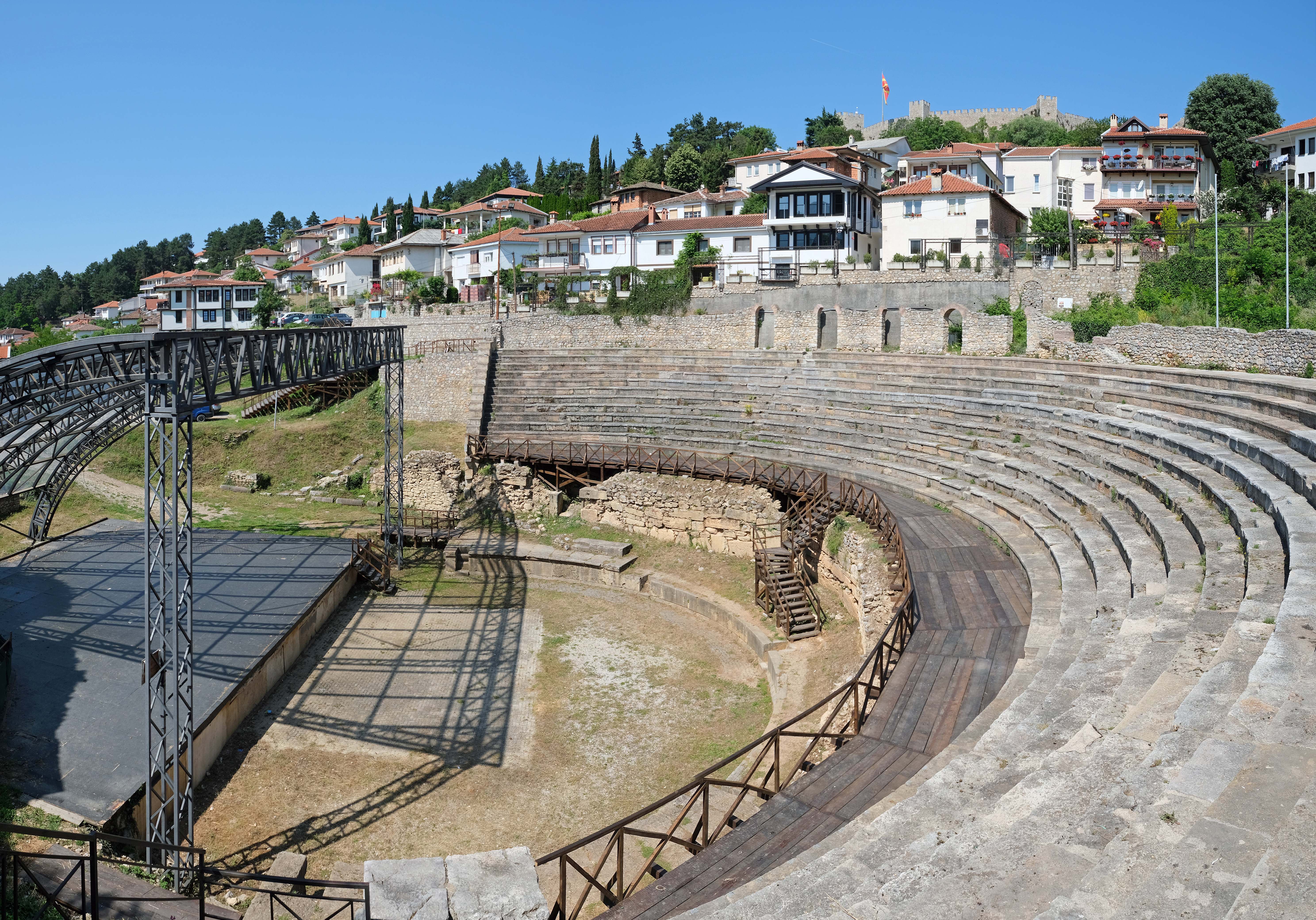
Gesamtsicht (2023)
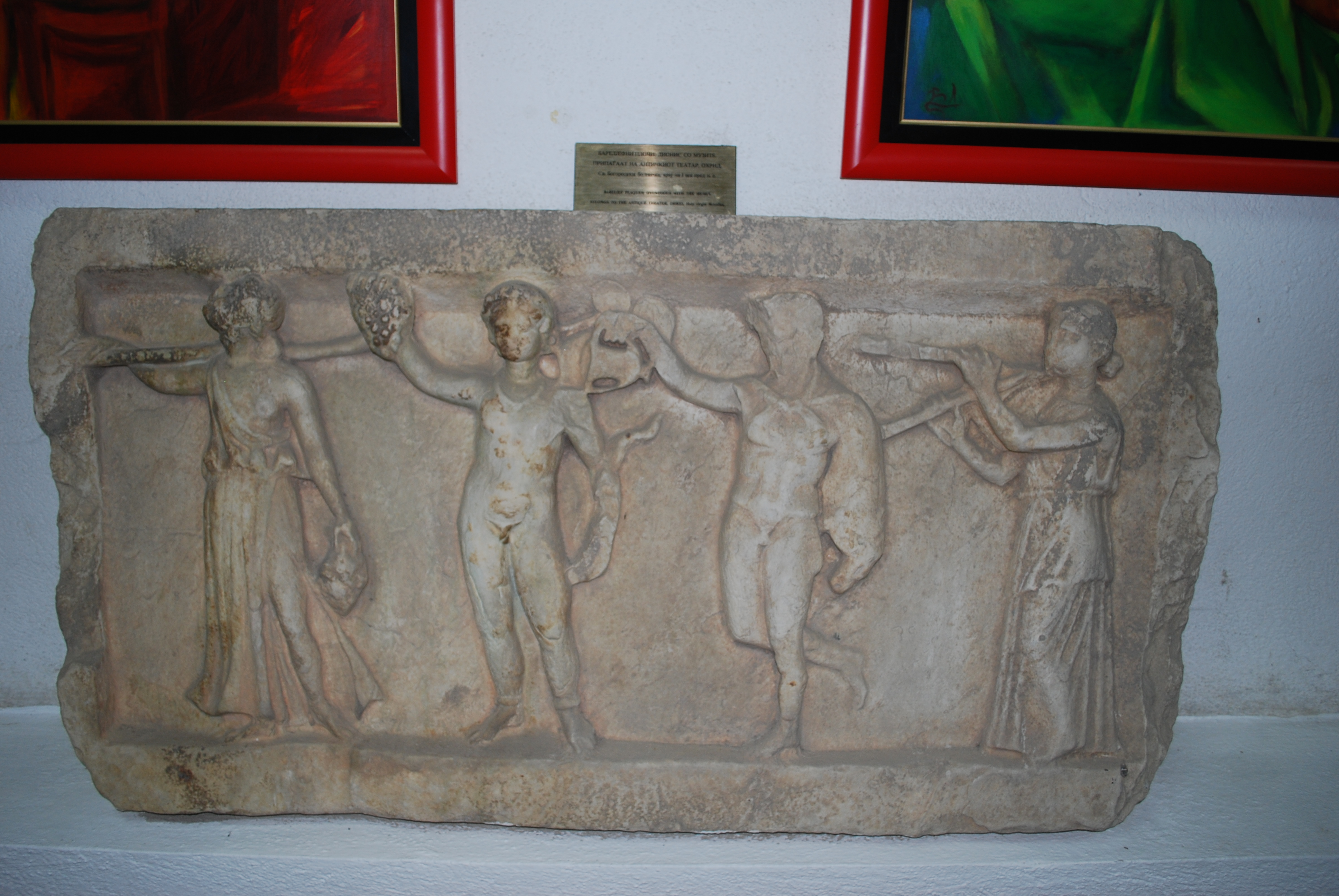
Eines der beiden Reliefs, worauf Dionysos in Begleitung dreier Musen dargestellt ist. Ausgestellt im Stadtmuseum von Ohrid (Aufnahme von 2009)
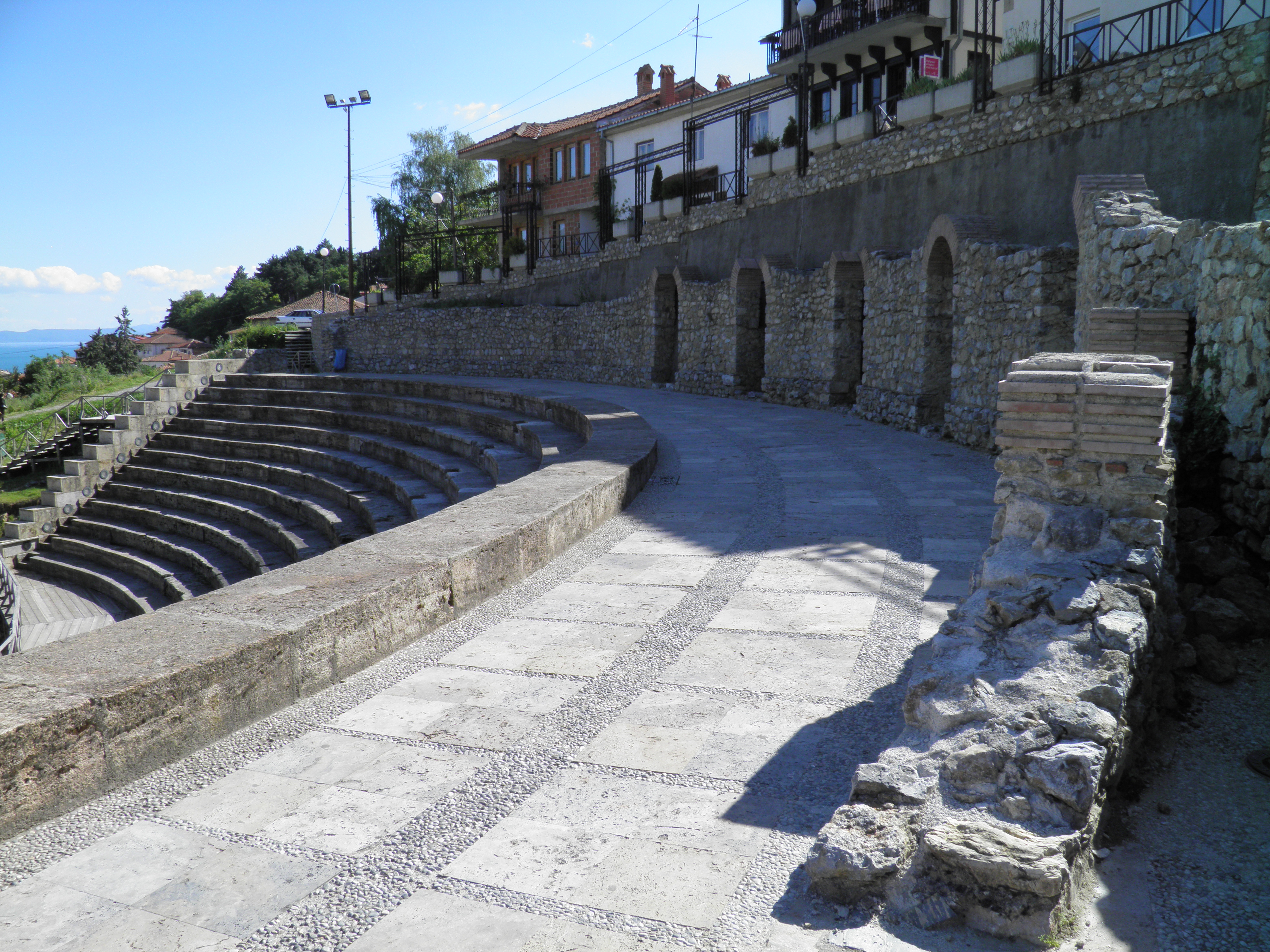
Blick über den Gang (Diazomata) mit der Galerie (2012)